# Rete tranviaria di Brescia
La rete tranviaria di Brescia era un insieme di tranvie a carattere urbano e vicinale che caratterizzò il sistema dei trasporti pubblici del capoluogo bresciano tra il 1882 e il 1949.
Le linee furono inizialmente a trazione animale e gestite dalla società belga Tramways à vapeur de la province de Brescia; in seguito vennero municipalizzate ed elettrificate dall'azienda dei servizi municipalizzati. A partire dagli anni Trenta furono progressivamente sostituite dalle filovie.

## Storia

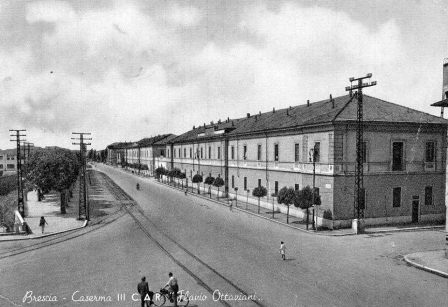
Caserma di via Tartaglia, innesto della tranvia extraurbana per Gardone Val Trompia con quella per Gussago

### Le tranvie extraurbane e il tram a cavalli
Agli inizi degli anni Ottanta dell'Ottocento, grazie all'iniziativa dell'amministrazione provinciale, la città di Brescia era stata collegata alle zone più importanti della sua provincia tramite linee tranviarie a vapore.
A causa del fatto che era stata la Provincia ad aver concesso la costruzione delle tranvie sulle strade di propria competenza, esse si sarebbero dovute attestare all'esterno delle mura della città, senza attraversare alcuna porta d'ingresso. La tranvia Brescia-Orzinuovi sarebbe dovuta partire nei pressi della Stazione di Brescia, la quella per Gardone Val Trompia presso Porta Trento, mentre la Brescia-Salò/Vobarno e la Brescia-Montichiari si sarebbero attestate presso Porta Venezia. Per via delle differenti società di gestione, le stazioni di queste ultime due linee rimasero separate.
La Tramways à Vapeur de la Province de Brescia aveva provveduto nel gennaio del 1881 ad acquistare un terreno presso la stazione ferroviaria allo scopo dichiarato di costruire lo scalo centrale per le sue linee tranviarie e chiese al comune, proprietario della circonvallazione esterna, la possibilità di unificare le sue linee in maniera da attestarle nei pressi della stazione ferroviaria. L'amministrazione comunale si mostrò favorevole alla richiesta a patto che il capolinea unificato fosse posto all'interno della cinta muraria. Si presentarono quindi due progetti, entrambi passanti per Porta Cremona: il primo posizionava il capolinea presso l'attuale via del Territorio, mentre il secondo presso Piazza Duomo.
La preferenza dell'amministrazione fu rivolta all'ultimo progetto, ma la Compagnie Générale, proprietaria della Tramways à Vapeur, sostenne che il transito delle locomotive a vapore nelle strette strade del centro storico fosse poco sicuro. Propose in alternativa il progetto di una tranvia a cavalli che collegasse Piazza Duomo alla stazione ferroviaria e nello stesso tempo si ritirò, in quanto la trazione equina non era nella sua ragione sociale. Solo quando la Société Anonyme d'Entreprise Generale de Travaux si fece avanti per una tranvia a cavalli che collegasse Porta Milano a Porta Venezia, la Tramways à Vapeur cambiò idea e propose due nuovi progetti:
- una tranvia a cavalli Stazione - Corso del Teatro (ora Corso Zanardelli) - Piazza Duomo;
- una tranvia a vapore Porta Cremona - via Solferino - via San Martino (entrambe appartengono all'attuale Via San Martino della Battaglia) - via Biblioteca (ora via Mazzini) - Piazza Duomo[7].

La società belga era decisamente favorevole al primo progetto, mentre l'amministrazione comunale era favorevole al secondo, che avrebbe consentito di porre il capolinea della maggior parte delle tranvie extraurbane nel centro della città. Solo quando fu chiaro che i decreti del Governo relativi alle concessioni delle tranvie ponevano dei forti limiti ai locomotori a vapore relativamente all'attraversamento dei centri urbani, l'amministrazione e il consiglio comunale rinunciarono al proposito accentratore, formalizzando l'approvazione del primo progetto il 6 luglio 1882.

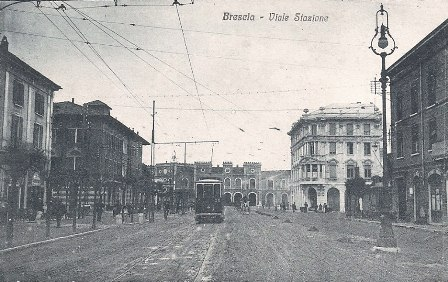
Viale Stazione

I lavori per la sistemazione del tratto stradale interessato erano già stati avviati da tempo e furono celeri: la linea fu inaugurata il 12 giugno 1882. Ci furono subito polemiche sulla scarsa velocità di esercizio della linea, che collegava la stazione a Piazza Duomo in venti minuti, cioè più di quanto si sarebbe potuto impiegare andando a piedi. Inoltre si evidenziò la scarsa affluenza dei passeggeri nel tratto dopo Corso del Teatro. Si decise, quindi, di sopprimere il tratto da via del Dosso (prima parte dell'attuale via Mazzini) e di proseguire verso Porta Venezia, dove la tranvia si sarebbe raccordata a quella extraurbana per Vobarno: la nuova linea fu aperta al servizi pubblico il 14 novembre 1882.
Nella seduta del 20 ottobre 1882 si decise anche di aprire una tranvia a cavalli collegante Porta Milano a Porta Venezia: la nuova linea si sarebbe separata da quella già esistente presso l'incrocio fra l'attuale Corso Martiri della Libertà e Corso Palestro, proseguendo lungo l'attuale via Pace e via Garibaldi. Questa linea fu inaugurata il 6 gennaio 1883 e fu contrassegnata da un disco verde, mentre la Porta Venezia-Stazione aveva un disco rosso.
Le quattro tranvie a vapore extraurbane non completavano il collegamento tra la città, allora inglobata all'interno delle mura cittadine, e le frazioni esterne. Per consentire il collegamento fra Porta Milano e le frazioni di Borgo San Giovanni e di Ponte San Giacomo (sul Mella) fu costruita una tranvia a cavalli. La concessione della linea fu rilasciata alla Tramways à Vapeur che spostò la rimessa dei cavalli da Porta Venezia a Borgo San Giovanni e inaugurò la linea il 6 settembre 1885. L'armamento della linea era stato costruito in previsione di una futura estensione verso la Franciacorta, attuabile con la trazione a vapore. Tuttavia il progetto non ebbe seguito, per cui fu possibile solamente estendere le partenze della Brescia-Salò dal Ponte Mella, oltre che da Porta Venezia e dalla Stazione.
Nella seconda metà degli anni Ottanta furono aperte altre tranvie a cavalli lungo il tratto Porta Trento - Stocchetta della Brescia-Gardone Val Trompia e lungo il tronco Porta Venezia - Sant'Eufemia della Brescia-Vestone. Il servizio delle due linee extraurbane, soprattutto per quanto riguardava le fermate facoltative, non era stato ritenuto sufficiente per servire le frazioni attraversate, per cui l'amministrazione comunale impose alla Tramways à Vapeur l'offerta di corse tranviarie a trazione equina.

### Le tranvie elettriche e la municipalizzazione

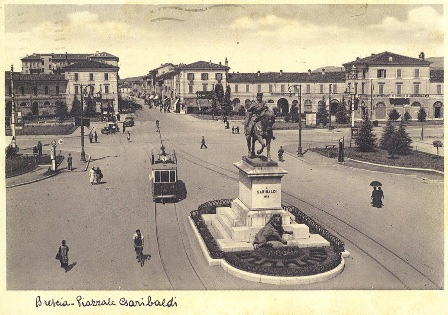
Piazzale Garibaldi

L'Esposizione di Brescia del 1904 ebbe come sede il Castello, per cui l'amministrazione comunale, condotta dal sindaco Federico Bettoni Cazzago, scartò il progetto di una funicolare da Piazza Martiri di Belfiore e optò per la costruzione di una linea tranviaria a trazione elettrica che collegasse Corso Zanardelli alla fortezza cittadina. La costruzione fu affidata alla Tramways à Vapeur che ne avrebbe avuto l'esercizio per tutta la durata dell'esposizione, dal 1º maggio al 30 settembre 1904. Per questo motivo, il materiale rotabile fu preso a noleggio.
La linea fu occasione per rinverdire la proposta di unire Porta Cremona a Porta Trento con una tranvia: un progetto fino a quel momento irrealizzabile per via della ristrettezza delle strade a settentrione di Palazzo della Loggia. Il passaggio per Via San Faustino della linea dell'Esposizione, infatti, fu consentito solo grazie all'allargamento della strada, conseguenza della decisione del piano regolatore del 1897 di abbattere alcuni edifici tra il Celato e Rua Sovera.
Terminata l'Esposizione, la Tramways à Vapeur non disarmò la linea, facendo intendere all'amministrazione comunale che avrebbe realizzato la Porta Trento-Porta Cremona, se avesse ottenuto un prolungamento della licenza d'esercizio delle linee urbane, la quale sarebbe scaduta il 31 dicembre 1906. Nella realtà tranviaria bresciana, però, si affacciò la Società Elettrica Bresciana che il 29 maggio 1905 ottenne dal consiglio comunale la possibilità di costruire la tranvia Brescia-Cellatica-Gussago, anch'essa a trazione elettrica. Il 27 settembre dello stesso anno la SEB riuscì ad ottenere dal consiglio comunale la concessione della Porta Trento-Porta Cremona, terminando il monopolio della Tramways à Vapeur sulla rete urbana. La società belga dovette cedere l'armamento della Corso Zanardelli-Castello alla SEB. Questa disarmò in poche settimane il tratto Piazza Loggia-Corsetto Sant'Agata-Via San Faustino per sostituirlo con il più breve Piazza Loggia-Via San Faustino, consentito dal nuovo assetto urbano.
Il duopolio nell'esercizio della rete urbana ebbe vita breve. L'imminente scadenza della licenza della Tramways à Vapeur spinse la Giunta del sindaco Vincenzo Bettoni Cazzago, sostenuta da una maggioranza di liberali moderati e cattolici, a municipalizzare le linee come previsto dalla Legge Giolitti. Il 5 giugno 1906, il consiglio comunale ratificò il progetto dell'ing. Taccolini, Capo Ufficio Tecnico del Comune, relativo alla Municipalizzazione dell'impianto e del servizio tramviario urbano a trazione elettrica. L'amministrazione comunale avrebbe rilevato la licenza della Società Elettrica Bresciana sulla Porta Trento-Porta Cremona e della Tramways à Vapeur sulle tranvie a cavalli. Inoltre su queste ultime avrebbe proceduto ad una progressiva elettrificazione iniziando dai binari della circonvallazione esterna. L'esito delle elezioni amministrative del novembre 1906 furono sfavorevoli all'alleanza cattolico-moderata, però la nuova Giunta, condotta dal sindaco liberal progressista Girolamo Orefici, proseguì il progetto di municipalizzare le tranvie cittadine. Il 31 dicembre il Comune ingiunse la SEB a consegnare gli impianti della sola linea dell'Esposizione, poiché il prolungamento da Corso Zanardelli a Porta Cremona, in quel momento di competenza della società elettrica, non era ancora stato completato.
La municipalizzazione fu sottoposta a referendum il 3 febbraio 1907. Votarono 5274 su 9175 iscritti; i voti favorevoli furono 3621, mentre quelli contrari furono 1619. Tutte le forze politiche presenti nel consiglio comunale sostennero la municipalizzazione. Solo la SEB sostenne la campagna del "no", proponendosi a rilevare la rete urbana e a elettrificarla tramite una campagna aggressiva e apparentemente efficace.
All'inizio del 1907 cominciarono i lavori di elettrificazione delle tranvie del centro storico: la Porta Trento-Porta Cremona fu completata il 15 settembre e attivata il 25, la Porta Milano-Porta Venezia e la Corso Zanardelli-Stazione furono aperte il 6 gennaio 1908. La gestione provvisoria delle tranvie a cavalli rimase alla Tramways à Vapeur fino alla sera del 1º maggio 1907, quando, per via della cessione delle sue concessioni alla SEB, subentrò la Società Elettrica.

### L'estensione della rete ai sobborghi

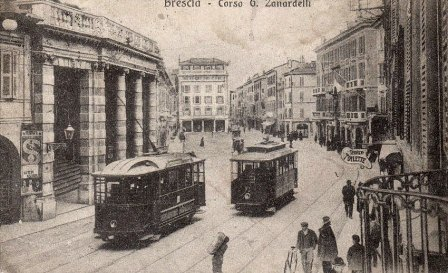
Incrocio in corso Zanardelli

Il 14 maggio 1909 il consiglio comunale deliberò sull'elettrificazione della Porta Milano - Ponte San Giacomo. Fu deciso anche di rinnovare le rotaie. La Deputazione provinciale, proprietaria della strada, diede la sua approvazione il 10 gennaio 1910. La nuova linea fu aperta nel 1912.
Per risolvere i problemi dovuti alla forte richiesta di corse sulla linea Stazione ferroviaria - Corso Zanardelli, si decise di renderla circolare, allungando il percorso da Corso Zanardelli a via San Martino e Via Solferino (attuali via San Martino della Battaglia e già solcate dal tram Porta Trento-Porta Cremona) e costruendo un nuovo tratto che da quest'ultima si unisse alla Stazione passando per Via XX Settembre. Inoltre si decise di raddoppiare il binario lungo l'intero percorso. La linea tranviaria secondo questa concezione fu aperta nel marzo 1913.
Si decise di collegare la frazione di Mompiano a Porta Trento, facendo passare il tram per Borgo Trento e il casello daziario di Isolabella (attuale Piazzale Pola). La linea avrebbe avuto una lunghezza di 3,5 km e sarebbe stata armata con rotaie Vignoles e a gola. Il capolinea era stato fissato davanti alla Chiesa di Santa Maria di Mompiano e a Porta Trento; quest'ultimo fu poi spostato a Piazza Loggia, nei pressi della quale fu aggiunto un binario di scambio. La linea fu inaugurata il 27 giugno 1915.
La costruzione della linea per Mompiano fu di spunto per allungare le corse dirette della Porta Trento - Porta Cremona fino al casello daziario settentrionale della città, posto a Isolabella, e a quello meridionale, posto in località Forca di Cane (presso l'imbocco dell'attuale via Bianchi in via Cremona). Il prolungamento da Porta Cremona dovette ottenere l'approvazione della deputazione provinciale, proprietaria di via Cremona, che concesse il suolo durante la seduta del 16 giugno 1914. Si ignora se la nuova linea prolungata sia stata inaugurata assieme alla linea di Mompiano o nei mesi successivi.
Il 10 novembre 1915 il Consiglio deliberò la prosecuzione del traffico tranviario della Porta Milano - Porta Venezia fino al sobborgo di San Francesco di Paola. Erano state organizzate anche delle corse che effettuavano il percorso tranviario completo da Ponte San Giacomo a San Francesco.
Probabilmente fu a partire dagli anni dieci che le linee tranviarie furono contrassegnate da un numero.
La Prima guerra mondiale e la crisi economica che conseguì fermò i lavori di prolungamento della rete. Solo nel 1924, la sezione Tramvie urbane della società Servizi Municipalizzati (SS. MM.) fu risanata, per cui solo negli anni successivi si cominciò ad acquistare nuove rotaie per sostituire quelle logore.
Tra il 1926 e il 1929 si completarono alcuni prolungamenti: la linea 2 (Forca di Cane - Isolabella) attestò il suo capolinea più a nord, in via Garza, mentre i capilinea della linea 1 (Porta Milano - Porta Venezia) furono spostati più a ovest, all'imbocco di Via Industriale, e più a est, nel quartiere della Bornata. Nel 1931 la linea 7 (Porta Venezia - San Francesco di Paola) fu prolungata agli inizi di Sant'Eufemia e successivamente, quando la tranvia extraurbana per Gargnano dovette spostare i binari, al centro della frazione. Utilizzando i binari della linea 1, si decise successivamente anche di spostare il capolinea occidentale della 7 più a ovest, attestandolo in Piazzetta San Barnaba.
Nel 1928 si raddoppiò la linea tranviaria presso Via Cremona.

### Passaggio alle linee filoviarie

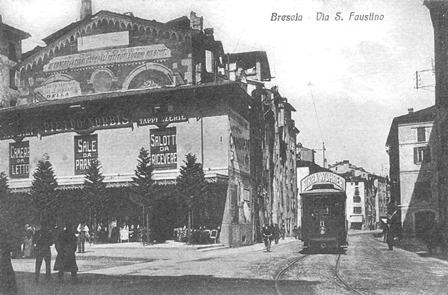
Via San Faustino

A metà degli anni trenta, il Comune di Brescia dovette affrontare il rinnovo della pavimentazione delle strade percorse da linee tranviarie, quindi sarebbe stato necessario approfittare dei lavori per il ricambio dei binari e il riassestamento del fondo. La valutazione di mantenere il sistema di trasporto fu negativa, al di là della spesa necessaria al ricambio del materiale: la velocità media del tram era attorno ai 10 km/h e le vetture dovevano rimanere di piccole dimensioni per affrontare le strette curve del centro. Si decise, quindi, di studiare un nuovo sistema che sostituisse quello tranviario.
Nel 1932 era stato sperimentato un servizio di autobus con motore a scoppio che collegava la località Sant'Eustacchio, sede di numerose industrie siderurgiche, a Bottonaga, quartiere operaio, ma i risultati erano stati deludenti. Si decise di sperimentare il sistema filoviario che avrebbe dovuto garantire maggior velocità commerciale e risparmio nella manutenzione grazie all'assenza di rotaie.
Dopo le necessarie prove e sperimentazioni, la filovia fece il suo ingresso in maniera progressiva all'interno del sistema dei trasporti pubblici della città. Nel 1935, la linea 3 (Porta Milano - San Giacomo) fu trasformata in filovia. Nel 1936 toccò alla 4 che, per un certo periodo, funzionò alternando tram e filobus. Il 1º gennaio 1937, la sezione Tramvie urbane della Servizi Municipalizzati fu ridenominata in Filovie elettriche urbane. A novembre di quell'anno anche le tranvie 1 e 2 furono trasformate in filovie.
Alla fine degli anni trenta, rimasero funzionanti solo le tranvie urbane che collegavano il centro con i sobborghi di Mompiano e di Sant'Eufemia; rispettivamente la tranvia 5 e la 6.
Durante la seconda guerra mondiale, la nuova amministrazione comunale decise di completare la conversione delle ultime due tranvie in filovie. Nel 1948 toccò alla tranvia per Sant'Eufemia. Il 22 aprile 1949 il consiglio comunale deliberò la trasformazione della linea 5 in filovia e il cui fu soppresso il 3 ottobre seguente.
Nel secondo dopoguerra, per far fronte alla necessità di rimpiazzare le molte elettromotrici distrutte, due motrici di costruzione Savigliano furono cedute alla rete tranviaria della Spezia presso la quale vennero rinumerate 58 e 60.
All'inizio degli anni cinquanta sparirono progressivamente anche le tranvie della rete extraurbana.

### Ipotesi di ricostruzione di linee tranviarie urbane

Progetto della nuova rete tranviaria

A partire dagli anni Ottanta, l'ASM cercò soluzioni per i problemi di mobilità e di sosta presenti in una città che era cresciuta vorticosamente nei due decenni precedenti e identificò la metropolitana leggera automatica come infrastruttura adatta a sviluppare la nuova rete di trasporti urbani nel corso degli anni Novanta. Si indisse una gara internazionale nel 1988, ma la crisi politica delle amministrazioni cittadine tra il 1990 e il 1994 fermò il progetto. Nel 1996, nel corso degli studi e delle analisi per il nuovo Piano regolatore generale, l'architetto Bernardo Secchi, consulente responsabile della sua redazione, contestò il progetto della metropolitana e propose in alternativa una rete tranviaria di superficie che si sarebbe dovuta sviluppare su tre direttrici: Mompiano-Stazione-San Polo, Urago Mella-Stazione-Chiesanuova e Mandolossa-Stazione-Sant'Eufemia. L'ipotesi fu contestata sia dalla giunta Martinazzoli sia dal direttore dell'ASM Renzo Capra in quanto intenzionati ad appoggiare il progetto della metropolitana, che poi fu realizzata e nel 2013 fu aperta all'esercizio. Le tre linee rimasero presenti nel piano regolatore in rispetto del quale furono convertite in autolinee di forza in superficie e battezzate Linea ad Alta Mobilità (LAM).
Nel 2014, la giunta Del Bono manifestò l'interesse ad adottare il tram come mezzo di trasporto di qualità per i quartieri della città scoperti dal servizio della metropolitana. Il progetto di una nuova rete fu inserito nel Piano urbano di mobilità sostenibile (PUMS), approvato dal consiglio comunale nel febbraio 2018, e prevedeva uno sviluppo su tre relazioni: Pendolina-via Mazzini-Stazione-Fiera, Violino-via Mazzini-Sant'Eufemia e Fiera-Stazione-Sant'Eufemia. Brescia Mobilità si accordò con le Ferrovie dello Stato per stendere un progetto preliminare: la realizzazione delle tre linee tranviarie sarebbe avvenuta con il metodo della finanza di progetto, impegnando finanziariamente l'amministrazione comunale solo ad opera completata. L'anno seguente, il progetto fu presentato al Ministero delle infrastrutture e dei trasporti per ottenere un finanziamento che coprisse il 51% delle spese di costruzione, ma non riuscì a entrare tra le opere che ottennero le risorse ministeriali.
Nel gennaio 2021, di fronte a un nuovo bando del Ministero delle Infrastrutture, la giunta Del Bono ripropose il progetto di una sola linea tranviaria, collegante il quartiere della Pendolina al Centro Fiera-Palaleonessa. Fu abbandonata la collaborazione fra Brescia Mobilità e le Ferrovie dello Stato e si chiese un finanziamento pari al 99% delle spese da sostenere, preventivate in circa 363 milioni di Euro. La Conferenza unificata, riunitasi l'11 novembre dello stesso anno, approvò il finanziamento del nuovo progetto a condizione che il progetto esecutivo fosse steso entro il 2023. Quest'ultimo termine fu prorogato due volte, prima al 2024, in seguito al 31 marzo 2025. Il 14 novembre 2023 il Ministero delle Infrastrutture stanziò ulteriori 63 milioni di Euro per coprire l'incremento dei costi stimati a causa dell'inflazione persistente dei due anni precedenti. Il 24 giugno dell'anno seguente, il consiglio comunale approvò il progetto definitivo che era stato steso da Brescia Mobilità in collaborazione con lo studio Systra-Sotecni. Nel corso del 2025, il bando per la progettazione esecutiva e la realizzazione è stato assegnato da Brescia Mobilità al Raggruppamento temporaneo d'Imprese (RTI) composto da Manelli Impresa, Alstom Ferroviaria, Alstom Transport e Hitachi Rail.

## Caratteristiche

### Rete a trazione ippica
Gestione della Tramways à Vapeur de la Province de Brescia (1882-31 dicembre 1906)
- Stazione ferroviaria - Corso Zanardelli - Piazza Duomo (inaugurata il 12 giugno 1882 poi dismessa dopo qualche mese);
- Stazione ferroviaria - Corso Zanardelli - Porta Venezia (14 novembre 1882);
- Porta Milano - Porta Venezia (6 gennaio 1883);
- Porta Milano - Ponte San Giacomo (6 settembre 1885)[60];
- Porta Trento - Stocchetta (anni Ottanta)[61];
- Porta Venezia - Sant'Eufemia (anni Ottanta)[62]

### Tranvie elettriche

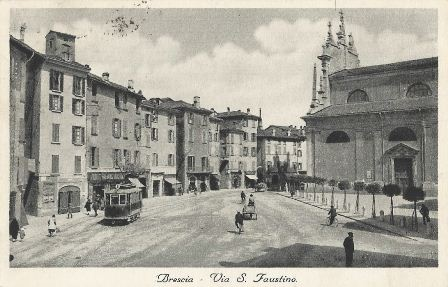
Altra veduta di via San Faustino

Linee municipali gestite della Azienda Servizi Municipalizzati Brescia (1907-1949):
- Stazione ferroviaria di Brescia - corso Zanardelli - via San Martino della Battaglia - via XX Settembre - stazione di Brescia (circolare)
- Piazzale Venezia/piazzale Arnaldo - via Milano/campo Fiera
- Porta Trento - Porta Cremona, in seguito Isolabella - Porta Trento - Porta Cremona - Forca di Cane
- Corso Zanardelli - Porta Trento - Castello
- Via Milano/campo Fiera - Ponte San Giacomo
- Piazza Loggia - Isolabella - Mompiano[63]

A partire dagli anni dieci la rete venne organizzata in linee contrassegnate da un numero. Nel 1931 la situazione era la seguente:
- linea 1, Porta Milano (Via Industriale) - Porta Venezia (viale Bornata)
- linea 2, Borgo Trento - Via Cremona (Forca di Cane)
- linea 3, Porta Milano (Via Industriale) - Ponte San Giacomo
- linea 4, Corso Zanardelli - Stazione ferroviaria - Corso Zanardelli (linea circolare)
- linea 5, Piazza Loggia - Mompiano
- linea 6, Corso Zanardelli - Castello
- linea 7, Piazza San Barnaba - Sant'Eufemia della Fonte[64]

Nel 1935, la linea 3 fu la prima a essere tramutata in filovia, seguita durante i due anni successivi dalla 1 che venne fusa con la 3, la 2 e la 4. La 5 e la 7 rimasero tranvie fino alla fine degli anni quaranta.